# Битка мореузу Бадунг
Битка мореузу Бадунг (енгл. Battle of Badung Strait), вођена 19-20. фебруара 1942. до фебруара 1942, била је јапанска победа у бици за Холандску Источну Индију.

## Позадина
Бадунг је део мореуза Ломбок, измежу југоисточне обале острва Бали и острва Нуса Бесара у Малајском архипелагу, широк око 9 наутичких миља. У оквиру инвазије Јаве, Јапанци су се припремали за поморски десант и на острво Бали. Снаге које је заповедник савезничке флоте, холандски контраадмирал Карел Дорман (хол. Karel Doorman), имао на располагању биле су довољне да да се супротставе јапанском десанту, али су због угрожености из ваздуха биле расуте на северној и јужној обали Јаве и на Суматри.

## Битка
Примивши 17. фебруара обавештење да јапански десант непосредно предстоји, а у немогућности да изврши удар здруженом флотом, Дорман је одлучио да нападне у таласима. Први савезнички талас (холандске крстарице Де Ројтер и Јава, 2 америчка и 1 холандски разарач) ушао је у Бадунг с југа и 19. фебруара у 22 часа и 25 минута напао последње јапанске бродове, 2 разарача и транспортни брод, у тренутку кад су напустили зону искрцавања. У боју који је трајао до 23 часа и 5 минута савезници су оштетили транспортни брод, а Јапанци потопили холандски разарач Пјет Хајн (хол. Piet Hein). Други талас (холандска лака крстарица Тромп и 4 америчка разарача) ушао је непримећен у Бадунг са југа, као и први, напао 20. фебруара у у 1 часи и 36 минута торпедима јапанске разараче с којима је и први талас био у борби, али без успеха. У артиљеријском боју Јапанци су, иако знатно слабији, нанели јача оштећења америчким бродовима. На вест о нападу првог таласа, јапански контраадмирал К. Кубо, командант заштитног одреда, који је крстарио северно од мореуза Ломбок, упутио је на бојиште 2 разарача најближа Бадунгу, каја су напала други савезнички талас баш када је излазио из мореуза Бадунг. У артиљеријском боју од 2 часа и 20 минута до 2 часа и 40 минута био је 1 јапански разарач теже, а крстарица Тромп лакше оштећена. Холандски торпедни чамци, који су кроз Бадунг прошли као трећи талас, нису ни успоставили додир с непријатељем.